# Disocactus × mallisonii
A Disocactus × mallisonii (korábbi nevén Aporocactus 'Mallisonii') egy mesterségesen létrehozott hibrid a Disocactus flagelliformis és a Disocactus speciosus faj között. Gyakori dísznövény, hajtásai a Disocactus flagelliformisra emlékeztetnek, míg virágai nagyobbak, vörös vagy bíborszínűek.

## Jellemzői
Lecsüngő habitusú növény, szárai 900 mm hosszúak lehetnek, 6 (8) bordával osztottak, jellegeiben a két szülőfaj között áll. Szárai sárgásbarna tövisekkel borítottak, a tövisezettség a Disocactus flagelliformis fajnál ritkásabb, de hasonló jellegű. Virágai nappal nyílnak, 75 mm hosszúak és 50 mm szélesek. Termése megnyúlt tövises bogyó.